# Isodontia exornata
Isodontia exornata là một loài côn trùng cánh màng trong họ Sphecidae, thuộc chi Isodontia. Loài này được Fernald miêu tả khoa học đầu tiên năm 1903.